# Hanisch-Inseln
Die Hanisch-Inseln (arabisch جزر حنيش Dschuzur Hanīsch, DMG ǧuzur Ḥanīš) sind eine Inselgruppe im Roten Meer. Ein Großteil der Inselgruppe gehört zu Jemen (Gouvernement al-Hudaida).

## Geographie
Die Gruppe umfasst 23 Inseln und Felsen mit einer Gesamtfläche von 190 km².
Die größte Insel der Gruppe ist die im Norden gelegene Insel Zuqar, gefolgt von Great Hanish Island (Dschazīrat Hanīsch al-Kubrā) im Süden und Little Hanish Island (Dschazīrat Hanīsch as-Sughrā) zwischen den beiden größten. Die übrigen Inseln sind wesentlich kleiner.

## Verwaltung
Die Zugehörigkeit der Inselgruppe verteilt sich auf die Distrikte at-Tuhayta (nördliche Inseln) und al-Chaucha.

## Geschichte
Ursprünglich waren die Hanisch-Inseln Teil des Osmanischen Reichs und wurden von dessen Nachfolger, der Türkei, beansprucht. Von 1923 bis 1941 wurden sie jedoch von der italienischen Kolonie Eritrea aus verwaltet. Nach der Flucht der italienischen Kolonialtruppen wurden die Inseln von den Briten, wiederum von Eritrea aus, verwaltet. Seit den 1970er Jahren wurden die Inseln vom Jemen und von Äthiopien, das 1961 Eritrea annektiert hatte, beansprucht. Einige der Hanisch-Inseln dienten im Freiheitskampf Eritreas gegen Äthiopien als Nachschubbasis und Ausgangspunkt für Angriffe auf das Festland.
Von der Unabhängigkeit Südjemens 1967 bis zur Vereinigung mit Nordjemen gehörten die Inseln zur Demokratischen Volksrepublik Jemen, seit 1990 dann zu Jemen.
1995/1996 wurde der gesamte Archipel von dem 1991 unabhängig gewordenen Eritrea beansprucht, was zu einem Konflikt der Staaten mit militärischer Dimension führte. Die versuchte Eroberung der Inselgruppe durch Eritrea schlug jedoch fehl. Nach langen Verhandlungen wurden die Inseln 1998, bis auf wenige kleinere, die nun zu Eritrea gehören, durch ein internationales Schiedsgericht dem Jemen zugesprochen.